# 뱅상 틸
뱅상 틸(프랑스어: Vincent Thill, 2000년 2월 4일 ~ )은 룩셈부르크의 축구 선수로 현재 아제르바이잔 프리미어리그의 사바 FC에서 미드필더로 활동 중이며 룩셈부르크 축구 대표팀의 일원으로도 활약 중이다.

## 어린 시절
2000년 2월 4일 룩셈부르크의 수도 룩셈부르크 시티에서 태어나 폴라 에슈 유스팀에서 축구를 시작했고 프로그레 니데르코른 유스팀에서 뛰다가 이후 프랑스로 건너가 2012년 FC 메스와 계약을 체결한 뒤 2016년까지 유스팀에서 활동했다.

## 선수 경력

### 클럽
2016년 9월 21일 지롱댕 드 보르도와의 리그 1 2016-17 경기에서 성인팀 데뷔전을 치름으로서 유럽 5대 리그에 출전한 첫 2000년생 선수에 이름을 올렸다.
그리고 2018-19 시즌에는 샹피오나 나시오날의 포 FC 소속으로 29경기 12골의 준수한 성적을 올린 뒤 2019-20 시즌에는 US 오를레앙 소속으로 20경기 1골을 기록했고 이후 프랑스 리그를 떠나 포르투갈 프리메이라리가의 CD 나시오날에서 2020-21 시즌 19경기에 출전했다.
이후 우크라이나 프리미어리그의 보르스클라 폴티바에 입단한 뒤 스웨덴 알스벤스칸의 외레브로 SK와 AIK 포트볼에서 활동하다가 2023-24 시즌을 앞두고 아제르바이잔 프리미어리그의 사바 FC로 이적하여 2023-24 시즌 리그 3위, 아제르바이잔컵 8강 진출 등에 일조했다.

### 국가대표팀
2016년 3월 25일 보스니아 헤르체고비나와의 친선 경기에서 룩셈부르크 A대표팀 소속으로 국제 A매치 데뷔전을 치른 뒤 같은 해 5월 31일 2014년 FIFA 월드컵 16강 진출팀인 나이지리아와의 친선 경기에서 A매치 데뷔골을 신고했다.
그리고 산마리노와의 2018-19년 UEFA 네이션스리그 D 2조 4차전에서 팀이 2-0으로 앞서 있던 후반 28분경 쐐기골을 터뜨리며 차기 시즌 리그 C 승격에 일조했고 그 후 2020-21년 UEFA 네이션스리그 C에서도 6경기에 모두 출전하여 팀의 1조 2위의 호성적을 이끌었다.
이후 2022년 FIFA 월드컵 유럽 지역 예선 A조에서는 비록 2경기 출전에 그쳤지만 룩셈부르크 축구 역사상 월드컵 유럽 지역 예선 역대 최고 성적(3승 5패·조 4위) 및 통산 3번째 탈꼴찌에 힘을 실어준 후 2022-23년 UEFA 네이션스리그 C에서도 6경기에 모두 출전하며 팀의 2시즌 연속 조 2위의 성적에 기여했다.
그리고 UEFA 유로 2024 예선 J조에서도 10경기 중 8경기에 출전하며 룩셈부르크 축구 역사상 첫 메이저 대회 예선 플레이오프 진출이라는 큰 성과에 관여했다.

## 국가대표팀 골
2023년 11월 19일 기준
| No. | 날짜             | 장소                                           | 출장 | 상대         | 득점 | 결과 | 대회                          |
| --- | ---------------- | ---------------------------------------------- | ---- | ------------ | ---- | ---- | ----------------------------- |
| 1   | 2016년 5월 31일  | 룩셈부르크, 룩셈부르크 시티 스타드 요지 바르텔 | 2    | 나이지리아   | 1–2  | 1–3  | 친선 경기                     |
| 2   | 2018년 10월 15일 | 룩셈부르크, 룩셈부르크 시티 스타드 요지 바르텔 | 18   | 산마리노     | 3–0  | 3–0  | 2018-19년 UEFA 네이션스리그 D |
| 3   | 2019년 6월 2일   | 룩셈부르크, 룩셈부르크 시티 스타드 요지 바르텔 | 21   | 마다가스카르 | 1–0  | 3–3  | 친선 경기                     |

## 사생활
세바스티앙 틸과 올리비에 틸과는 형제 사이로 프로그레 니데르코른 시절 같이 활약했으며 첫째 형인 세바스티앙은 폴란드 I 리가의 스탈 제슈프에서, 둘째 형 올리비에는 우크라이나 프리미어리그의 LNZ 체르카시에서 활동 중이며 아버지인 세르주 틸 역시 전직 축구 선수로 활동했다.